# Pedro Sáenz Amadeo
Pedro Alejo Sáenz Amadeo (1915 - 1995) fue un compositor y pianista, argentino nacido en Buenos Aires y fallecido en Madrid, España.

## Formación
Estudió en el Conservatorio Williams de Buenos Aires (1924-1929 y 1931-1935) con Alberto Williams y Celestino Piaggio, entre otros. En 1930 siguió cursos de armonía con Paul Le Flem en París y con Cesare Dobici en la ciudad de Roma. En el Conservatorio Nacional de Música y Declamación (actualmente Conservatorio Nacional de Música de Argentina estudió composición, graduándose como profesor en esta disciplina en 1939 y como pianista. En 1954 realizó estudios avanzados de piano con Ricardo Hauser, en Viena y más tarde con Eduardo Steuermann en Salzburgo.

## Actividad docente
- 1943 - 1949: maestro de música y piano (Argentina).
- 1944 - 1963: profesor de contrapunto en el Conservatorio Nacional de Buenos Aires.
- 1944 - 1963: profesor de armonía y piano en el Conservatorio Municipal Manuel de Falla (Buenos Aires).
- 1955 - 1963: director del Conservatorio Municipal Manuel de Falla.
- 1963 - 1965: profesor de contrapunto y morfología en la Facultad de Artes y Ciencias Musicales de la Universidad Católica Argentina.

## Obra
Pedro Sáenz escribió cadencias para los conciertos para piano de Mozart. Compuso también numerosas obras cortas merecedoras, muchas de ellas, de reconocimiento y premios internacionales.
En 1975, auspiciado por la sociedad Hispaniae Música, Sáenz reconstruyó, transcribiendo el manuscrito antiguo en notación moderna, la primera ópera española conservada "Celos aun del aire matan", (1660, Juan Hidalgo con libreto de Calderón de la Barca). La ópera fue producida en versión de concierto por la Radio del Oeste de Alemania, en  Colonia el 9 de octubre de 1981 con Victoria de los Ángeles, Enriqueta Tarrés y Francisco Lázaro.

## Premios
- 1939: Medalla de oro al mejor graduado de su promoción, en el Conservatorio Nacional de Música y Declamación (Buenos Aires).
- 1939: Premio de la Comisión Nacional de Cultura (Argentina), por Tres piezas epigramáticas.
- 1943: el Premio Municipal (de la ciudad de Buenos Aires) por Juguetes.
- 1952: Diploma di Mérito en el Tercer Concurso Internacional G. B. Viotti de Vercelli (Italia), por la Sonata para violín y piano.
- 1956: Premio de la Asociación Wagneriana de Buenos Aires, por Trío para cuerdas (obra compuesta para el Trío Pasquier, de Francia).
- 1958: Premio en el Concurso Internacional "G. B. Viotti" de Vercelli, Italia, por Tres canciones sobre textos de Miguel Ángel Rondano.
- 1960: Premio Nacional (Argentina) por el Divertimento para oboe y clarinete.
- 1960: Medalla de Plata (Concurso Internacional "G. B. Viotti" de Vercelli, Italia), por Divertimento.
- 1963: Premio Nacional (Argentina), por Movimientos Sinfónicos.
- 1972: Premio Fondo Nacional de las Artes (Argentina), por Seis piezas para clave.
- 1975: Medalla de oro en el concurso Internacional "G. B. Viotti" de Vercelli, por las Variaciones y fuga sobre un tema de Beethoven.
- 1985: Mención en el Sexto Concurso Nacional de Composición para órgano "Cristóbal Halffter" (España), por Variaciones y fuga sobre un tema propio.